# Een moeder die het haar van haar kind reinigt, bekend als ‘Moedertaak’
Een moeder die het haar van haar kind reinigt, bekend als ‘Moedertaak’ is een schilderij van Pieter de Hooch dat hij rond 1660-61 maakte. Het maakt deel uit van de collectie van het Rijksmuseum in Amsterdam.

## Voorstelling
Op het schilderij is een moeder te zien die het haar van het kind dat voor haar knielt controleert op luizen. Het tweetal bevindt zich in een sober ingerichte kamer met een bedstee. Op de voorgrond staat een een zogenaamde kakstoel, een kinderstoel waarin een po verwerkt was. Het plankje dat de stoel afsloot, ligt ervoor op de grond. Een hoog venster laat licht in de ruimte binnen. Op de beddenpan schilderde De Hooch de reflectie van de ruit.
Een geopende deur en een raam ernaast zorgen voor extra licht in de kamer. Onder het raam, dat gedeeltelijk wordt bedekt door een gordijn, bevindt zich een paneel met Delfts blauwe tegeltjes dat op zijn beurt door een mand deels aan het zicht onttrokken wordt. Boven de deur hangt een schilderij met een landschap. Een hondje kijkt door de deuropening naar de tweede kamer en de half geopende buitendeur die een deel van de tuin laat zien. Zo'n doorkijkje is een typisch kenmerk van de schilderijen van De Hooch, net als de prachtige weergave van de lichtinval op de vloer en de buitendeur. De Franse kunstcriticus Théophile Thoré merkte hierover op: ''Drie opeenvolgende lagen van verschillend licht. Daar excelleert Pieter de Hooch."
De schilder gebruikte de ruimte, met kleine aanpassingen, ook op andere schilderijen, bijvoorbeeld op De slaapkamer.

## Herkomst
- tot 1738: in bezit van de Amsterdamse wapenfabrikant Jacob Oortman.
- 1738 - 1748: op de veiling van Oortmans collectie gekocht door zijn zoon Hendrik Oortman.
- 1748 - 1771: in bezit van de destillateur en houthandelaar Gerrit Braamcamp. Hij had een belangrijke kunstverzameling met drie schilderijen van De Hooch.
- 1771 - 1773: in bezit van Jan Lucas van der Dussen.

Na 1773 wisselde het schilderij nog een aantal keer van eigenaar voor de bankier en kunstverzamelaar Adriaan van der Hoop het in 1838 voor 3.311 gulden wist te verwerven met hulp van Albertus Brondgeest. Bij zijn dood in 1854 liet Van der Hoop zijn omvangrijke verzameling schilderijen na aan de stad Amsterdam. Tot 1885 was deze collectie te zien in het speciaal hiervoor opgericht Museum Van der Hoop. Daarna werden de werken in bruikleen gegeven aan het Rijksmuseum.

## Afbeelding

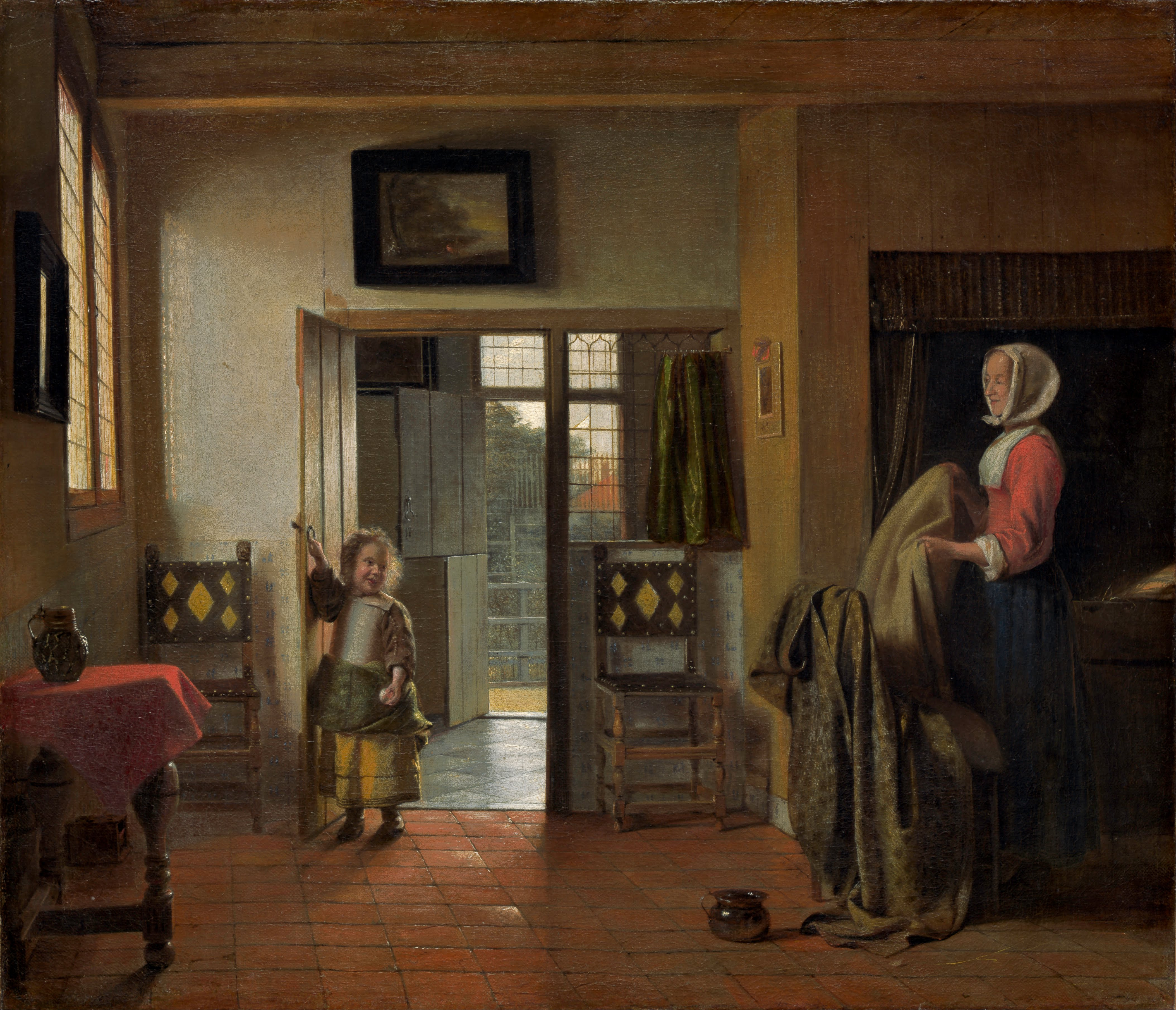
De slaapkamer (1658-60)